# Dominique Sanda
Dominique Sanda, född 11 mars 1951 i Paris i Frankrike, är en fransk skådespelerska. Sanda hade varit gift innan hon inledde ett förhållande med Christian Marquand. Med Marquand fick hon en son på 1970-talet. Efter förhållandet med Marquand gifte sig Sanda med en annan man på 1970-talet.

## Filmografi (i urval)[4]
- 1969 – Fascisten
- 1970 – Den förbjudna trädgården
- 1973 – Fällan
- 1976 – 1900 del 1
- 1977 – Helvetespassagen
- 1977 – Bortom gott och ont
- 1979 – Cabo Blanco
- 1990 – På kryss med döden
- 1992 – Resan
- 1992 – Stjärnorna visar vägen
- 1994 – De ensamma barnen
- 1995 – Bibeln. Josef
- 1999 – Garage Olimpo
- 2000 – De blodröda floderna